# W cywilu 2
W cywilu 2 (tytuł oryg. The Marine 2) – film fabularny produkcji amerykańskiej z 2009 roku, sequel filmu W cywilu (2006), z zapaśnikiem Tedem DiBiase Jr. obsadzonym w roli głównej. Projekt ten, w przeciwieństwie do swojego prequela, minął się z premierą kinową i został wydany na rynku DVD. Scenariusz zainspirowany został wydarzeniami autentycznymi.

## Zarys fabularny
Żołnierz Korpusu Piechoty Morskiej Stanów Zjednoczonych Joe Linwood przebywa wraz z żoną na wakacjach za granicą. Hotel, w którym wypoczywa, zostaje zaatakowany przez lokalnych rebeliantów, którzy sieją wśród urlopowiczów terror oraz biorą kilku zakładników − między innymi żonę Linwooda. Komandos musi uwolnić pojmaną kobietę.

## Produkcja
Początkowo rolę Joego Linwooda miał objąć Randy Orton, wrestler federacji WWE oraz były żołnierz Marines, musiał jednak odmówić jej przyjęcia z powodu złamania obojczyka. W zastępstwie za Ortona w postać Linwooda wcielił się inny zapaśnik, Ted DiBiase Jr.
Zdjęcia do filmu powstały w przeciągu niespełna miesiąca. Ruszyły 21 listopada, a zostały zakończone już 17 grudnia 2008 roku. Za scenerię atelierową twórcom posłużył Bangkok w Tajlandii.